# Ofeq
Ofeq, também escrito Offek ou Ofek (em hebraico: אופק, lit. Horizonte) é a designação de uma série de satélites de reconhecimento israelenses lançados desde 1988. Todos os satélites Ofeq foram lançados através de foguetes Shavit na Base Aérea de Palmachim em Israel, na costa do Mediterrâneo.